# Belcourt
Belcourt – jednostka osadnicza w Stanach Zjednoczonych, w stanie Dakota Północna, w hrabstwie Rolette.